# قداد وسط آسيا
قداد وسط آسيا أو همستر وسط آسيا (الاسم العلمي: Allocricetulus) هو جنس من الحيوانات يتبع فصيلة الفأرية من رتبة القوارض.